# Mercado Central (Casablanca)
El Mercado Central (en árabe: السوق المركزي, en francés: Marché Central) es un mercado situado en la ciudad de Casablanca, Marruecos.

## Historia
La construcción del mercado culminó en 1917, durante el protectorado francés, en el lugar en el que se celebró la Exposición Franco-Marroquí de Casablanca de 1915.
Mohammed Zarqtuni, militante de la resistencia nacionalista marroquí a la ocupación francesa bombardeó el Mercado Central el 24 de diciembre de 1953, después de que las fuerzas francesas obligaran al sultán Mohamed V a exiliarse el 20 de agosto de 1953, siendo Eid al-Adha. El atentado causó 19 víctimas y Mohammed consiguió huir, aunque posteriormente sería capturado.

## Descripción

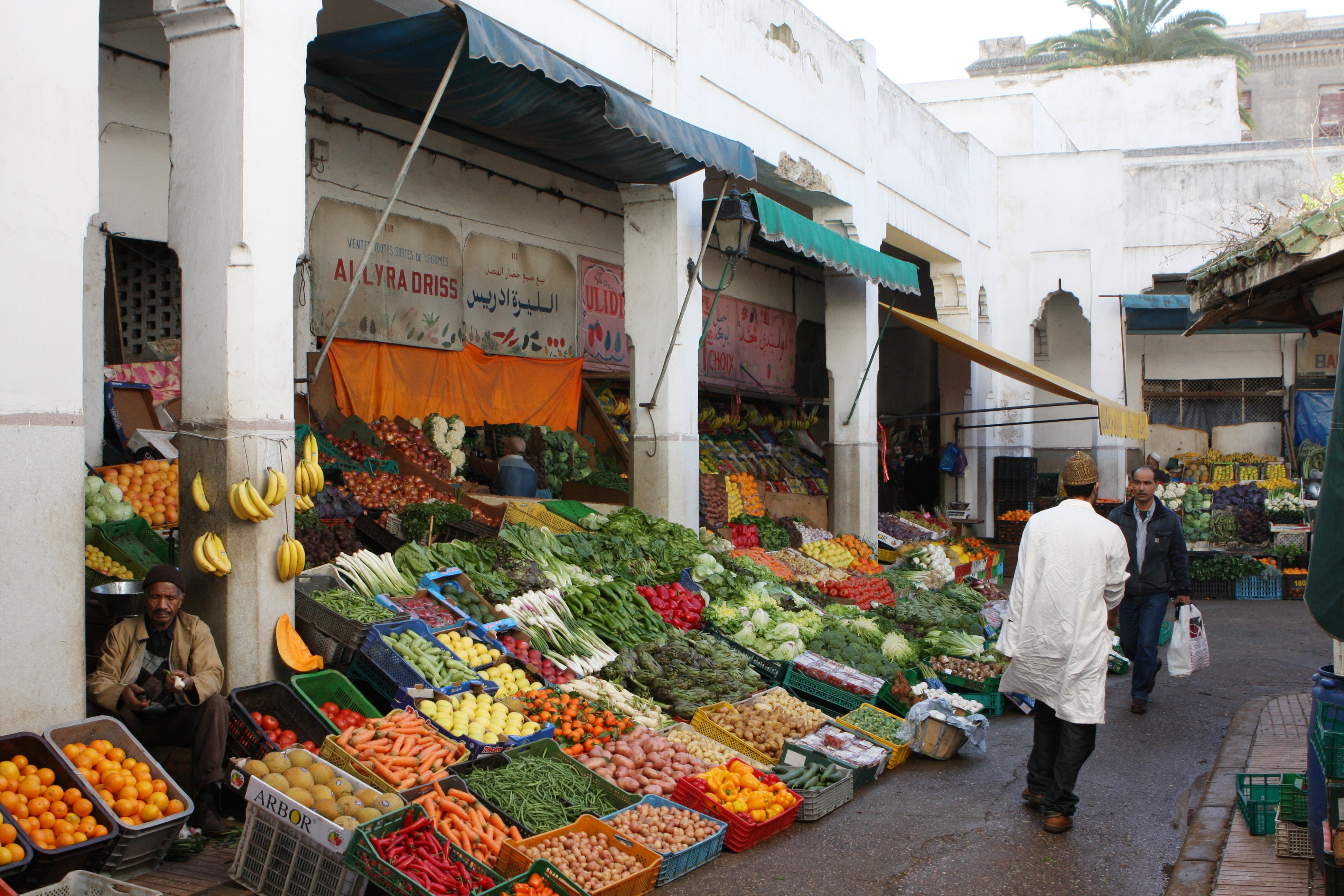
Productos en venta en el mercado.

Se encuentra ubicado en el Boulevard Mohamed V, zona donde creció la urbe en la época colonial en el siglo XX.
El edificio presenta un estilo neo-morisco, caracterizado por su imponente puerta de entrada verde, que evoca las emblemáticas puertas de las ciudades imperiales como Marrakech o Fez. El mercado cuenta con otras tres puertas, todas decoradas con flores. Con una estructura rectangular, su perímetro está rodeado de soportales con arcos que enmarcan un patio central. En este espacio se encuentra el cuerpo principal del edificio, rematado por una elegante cúpula octogonal.
En él se venden alimentos (carnes, frutas, verduras, especias, frutos secos, miel, aceites...), aunque existen en él multitud de tiendas de perfumes, especias y productos artesanales, y galerías de arte.

## Acceso
La estación del Marché Central de la línea 1 del Tranvía de Casablanca se encuentra justo enfrente de la entrada principal del Mercado Central, en el Boulevard Mohamed V.